# Baby shower
Baby shower je zabava, na kateri se obdaruje bodočo mater.
Ta običaj se je začel pojavljati v zgodnjih letih 20. stoletja med Američani srednjega in višjega sloja, razširil pa se je s pojavom množičnega potrošništva ter znižanjem smrtnosti porodnic in novorojenih otrok. Vse bolj postaja popularen tudi v Kanadi in Veliki Britaniji. Na njegovo priljubljenost so močno vplivale filmske in glasbene zvezde.

### Oglaševanje
- Multinacionalka Johnson & Johnson je septembra 2020 ob lansiranju nove linije otroške kozmetike v Indiji organizirala virtualni baby shower za okoli 700 vplivnic.

- Baby shower Khloe Kardashian, sestre znane vplivnice Kim Kardashian, je sponzorirala multinacionalka Amazon.